# Team Fortress 2
Team Fortress 2 е компютърна игра от първо лице, създадена от Valve Corporation. Играта е продължение на Team Fortress Classic и е разработена за платформите Windows, Xbox 360, PlayStation 3, като версията за PlayStation 3 излиза месец по-късно.
От 10 октомври 2007 г. играта е пусната в платформата на Valve, Steam.
„Team Fortress 2“ предлага разнообразие от класове, които предоставят широк кръг от тактически умения. Класовете са: Подпалвач („Pyro“), Картечар („Heavy“), Шпионин („Spy“), Разузнавач („Scout“), Снайпер („Sniper“), Медик („Medic“), Инженер („Engineer“), Разрушител („Demoman“) и Войник („Soldier“). Всеки клас е уникален сам по себе си. Играта разполага със специална програма за практикуване срещу ботове, която помага за усъвършенстване на уменията преди започване на игра срещу истински играчи. Типовете мисии включват Улавяне на флага („Capture the Flag“), Контролен пункт („Control Point“), Избутване на товар („Payload“), Арена („Arena“), Крал на хълма („King of the Hill“) и други.